# Charli Jacoby
Pas d'image ? Cliquez ici

a Compétitions nationales et continentales officielles uniquement.

b Matchs officiels uniquement.
Dernière mise à jour le 5 mars 2025.
Charli Jacoby, née le 9 octobre 1989 à Carol Stream (États-Unis), est une joueuse internationale américaine de rugby à XV évoluant au poste de pilier.

## Biographie
Charli Jacoby naît le 9 octobre 1989.
En 2022, elle joue pour le club des Exeter Chiefs en Angleterre. Elle est retenue en septembre 2022 pour disputer la Coupe du monde en Nouvelle-Zélande.
En janvier 2025, il est annoncé qu'elle retourne dans la franchise australienne des Brumbies pour la saison 2025 du Super Rugby Women's.